# Selbständige Küstenarmee
Die Selbständige Küstenarmee (russisch (Отдельная) Приморская армия) war ein Großverband der Roten Armee im Zweiten Weltkrieg.

## Geschichte

### Erste Formation
Die Küstenarmee wurde erstmals am 20. Juli 1941 aufgestellt. Sie ging aus der Küstengruppe hervor und unterstand der Südfront. Ihre erste Bewährungsprobe hatte die Armee in der Schlacht um Odessa von Anfang August bis Mitte Oktober 1941, bei der sie Odessa gegen die rumänische 4. Armee verteidigte.
Gliederung im August 1941
- 14. Schützenkorps mit 25., 51. und 150. Schützendivision
- 1. Kavalleriedivision
- 30. Schützendivision
- 95. Schützendivision

Am 20. August wurde sie in den neugebildeten Odessaer Verteidigungsbezirk eingegliedert und direkt dem sowjetischen Oberkommando unterstellt. Dabei wurde sie in Selbständige Küstenarmee umbenannt. Als im September 1941 die Gefahr eines deutschen Durchbruchs auf die Krim entstand, wurde entschieden, die Armee aus Odessa dorthin abzuziehen. Die Evakuierung wurde vom 1. bis 16. Oktober mit Hilfe der Schwarzmeerflotte durchgeführt.
Nach schweren Kämpfen gegen die deutsche 11. Armee im nördlichen Teil der Krim zog sich die Armee Ende Oktober nach Sewastopol zurück. Damit begann die achtmonatige Belagerung von Sewastopol. Am 4. November 1941 wurde die Verteidigungs-Region Sewastopol (SOR) gegründet, der bis zum 19. November auch die Küstenarmee unterstellt wurde. 
- Zu diesem Zeitpunkt unterstand dem Kommando der Küstenarmee die 25., 95., 172. und 421. Schützen-Division, die 2., 40. und 42. Kavallerie-Division sowie die 7. und 8. Marine-Brigade. Zusätzlich nahm das unabhängige 81. Panzerbataillon und eine Reihe anderer Einheiten am Stadtrand von Sewastopol die Verteidigung auf.

Seit dem 20. November stand die Verteidigungs-Region Sewastopol unter der operativen Kontrolle der Transkaukasusfront, seit dem 30. Dezember dem der Kaukasusfront und seit dem 28. Januar 1942 jenem der Krimfront.
Armeegliederung am 1. Juni 1942
- 25., 95., 109., 172., 345., 386. und 388. Schützen-Division
- 79 Marine Schützen-Brigade
- 7. und 8. Marine Brigade

Am 1. Juli 1942 begann infolge des Unternehmen Störfang durch die deutsche 11. Armee die Evakuierung der schwer dezimierten Küstenarmee in den Kaukasus, am 7. Juli wurde sie aufgelöst und die ihr unterstellten Verbände auf andere Armeen verteilt.

### Zweite Formation
Die Selbständige Küstenarmee wurde erneut am 20. November 1943 aus dem bisherigen Frontkommando der Nordkaukasusfront und den Verbänden der 56. Armee aufgestellt, die während der Kertsch-Eltigener Operation auf der Halbinsel Kertsch gelandet war. 
Armeegliederung am 31. Dezember 1943
- 3. Gebirgs-Schützenkorps (128. Garde-Schützendivision, 242. Gebirgs-Schützendivision, 414. Schützendivision)
- 11. Garde-Schützenkorps (2., 32., 55. Garde-Schützendivision, 83. Marine-Schützenbrigade)
- 16. Schützenkorps (89., 227., 339., 383. Schützendivision)
- 20. Schützenkorps (20. Gebirgs-Schützendivision, 318. Schützendivision)
  - 9. Schützendivision
  - 255. Marine-Schützenbrigade

Von Ende November 1943 bis Januar 1944 führte sie mehrere Unternehmen zum Ausbau des Brückenkopfs auf der Krim durch. Danach ging die Küstenarmee zur Defensive über und bereitete sich auf die kommenden Offensivoperationen vor. Im April und Mai 1944 nahm die Armee zusammen mit Truppen der 4. Ukrainischen Front an der sowjetischen Rückeroberung der Krim teil. Dabei war sie an der Rückeroberung von Sewastopol und den Kämpfen am Kap Chersones Anfang Mai beteiligt. Danach blieb sie bis Kriegsende auf der Krim stationiert. Ende Juli/Anfang August 1945 wurde aus dem Armeeoberkommando der Taurische Militärbezirk gebildet.

## Führung
Befehlshaber
- Generalmajor N. J. Tschibissow (Juli 1941)
- Generalleutnant G. P. Sofronow (Juli – Oktober 1941)
- Generalmajor I. J. Petrow (Oktober 1941 – Juli 1942 und November 1943 – Februar 1944)
- Armeegeneral A. I. Jerjomenko (Februar – April 1944)
- Generalleutnant K. S. Melnik (April 1944 – Kriegsende)

Stabschefs
- Generalmajor G. D. Schischenin (Juli – August 1941)
- Oberst N. I. Krylow (August 1941 – Juli 1942)
- Generalleutnant I. A. Laskin (November – Dezember 1943)
- Generalmajor S. Je. Roschdestwenski (Dezember 1943 – Januar 1944)
- Generalmajor P. M. Kotow-Legonkow (Januar – Mai 1944)
- Generalleutnant S. I. Ljubarskij (Mai – November 1944)
- Generalmajor S. S. Jepanetschnikow (November 1944 – Kriegsende)

Mitglied des Militärrats
- Divisionskommissar F. N. Woronin (Juli – August 1941)
- Brigadekommissar M. G. Kusnezow (August 1941 – Juli 1942)
- Oberst Je. Je. Malzew (November – Dezember 1943)
- Generalmajor P. M. Solomko (Dezember 1943 – Kriegsende)